# Lophatherum
Lophatherum là một chi thực vật có hoa trong họ Hòa thảo (Poaceae).

## Loài
Chi Lophatherum gồm các loài: